# Estádio Anísio Haddad
O Estádio Anísio Haddad, mais conhecido como Rio Pretão, é um estádio brasileiro localizado em São José do Rio Preto, Estado de São Paulo. Tem capacidade para 14.014 espectadores. É o estádio do Rio Preto Esporte Clube e foi nomeado em homenagem a Anísio Haddad, ex-presidente do clube.
O antigo estádio em que o clube mandava seus jogos era o Estádio Vitor Britto Bastos.

## História
O estádio foi construído pelo clube, na Vila Universitária. O projeto do estádio é de Percy Gandini e sua supervisão estrutural Romeu Patriani.
O estádio foi inaugurado em 21 de abril de 1968, com capacidade para 38 mil torcedores. No jogo inaugural, o Rio Preto perdeu de 4 x 1 para a Ponte Preta de Campinas.
Ficha técnica do jogo
- Rio Preto: Acosta, Luís (Carlos Jacaré), Jacinto, Manú, Alvim, Tião, Nei, Machadinho (Valtinho), Da Silva (Ivã), Mazzinho e Edinho.
- Ponte Preta: Pivette, Nelson, Samuel Araujo, Santo, Sergio Moraes (Airton), Nenê, Alan, Manfrin, Dicá e Adilson.
- Árbito: José Justino, da Liga Rio-pretense de Futebol.
- Auxiliares: Mário Montagna e Anglim Garcia, da Liga Rio-pretense de Futebol.
- Gols: Nei para o Rio Preto, Dicá, Nenê, e Manfrin (2 gols), para a Ponte Preta.

- - Antes da partida, pela manhã, o bispo D. Lafayette Libânio celebrou missa campal.

Além disso, o estádio também serviu como palco para outros eventos, como shows e festivais, contribuindo para a cultura e o entretenimento da cidade.
Também tem sido palco de diversos eventos culturais, como shows e festivais. Esses eventos enriquecem a vida cultural da cidade e oferecem aos moradores novas formas de entretenimento e lazer.